# Тор (геометрія)

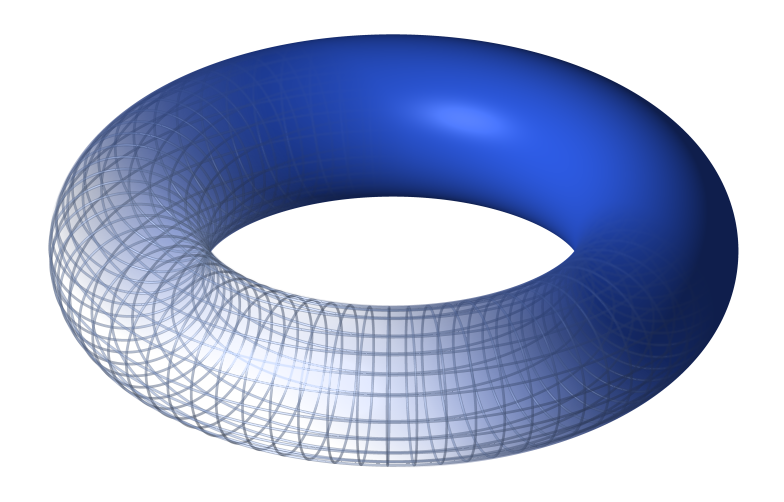
Рис. 1. Тор

Тор — геометричне тіло (а також його поверхня), що утворюється шляхом обертання кола навколо прямої (осі), котра лежить у одній площині з цим колом, але не проходить через його центр.
Тор є тілом обертання, має вісь симетрії та центр симетрії.
Тор є поверхнею повноторія (заповненого тора).
Якщо вісь обертання тора не перетинає коло, то форма тора зовні нагадує бублик.

## Рівняння поверхні

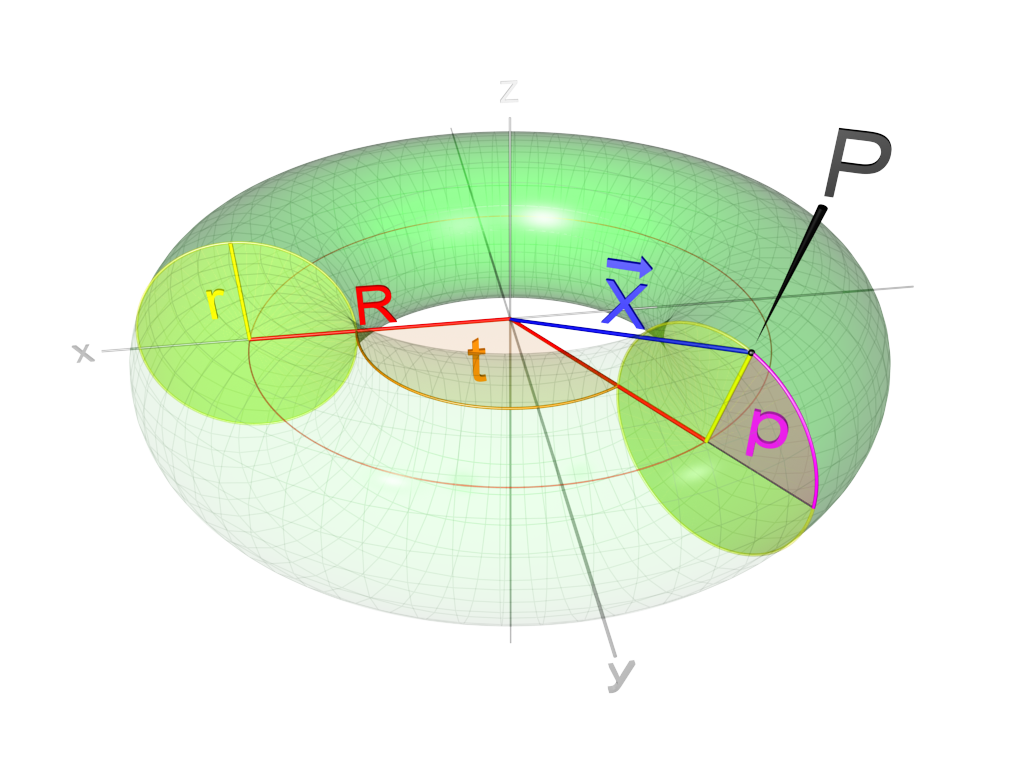
Рис.2. Тор та його основні параметри

Рівняння тора не складно отримати, перейшовши від декартових координат з початком в центрі тора (радіус-вектор
{\displaystyle {\vec {X}}=(x,y,z)}) до кутів {\displaystyle p} та {\displaystyle t}, що описують обертання навколо осей тора, як зображено на Рис. 2. В результаті має місце параметричне рівняння:
{\displaystyle {\begin{cases}x(t,p)=(R+r\cos {p})\cos {t}\,\\y(t,p)=(R+r\cos {p})\sin {t}\,\\z(t,p)=r\sin {p}\end{cases}}\,,\quad t,p\in [0,2\pi ]}
Тут R — відстань від центру твірного кола до осі обертання,
r — радіус кола.
Рівняння поверхні тора в декартових координатах в неявному виді і з тими ж радіусами має четвертий степінь:
{\displaystyle \left(x^{2}+y^{2}+z^{2}+R^{2}-r^{2}\right)^{2}-4R^{2}\left(x^{2}+y^{2}\right)=0}
- Якщо R > r, поверхня тора є поверхнею з отвором.
- При R = r поверхня тора не має отвору.
- При R < r поверхня не має отвору та є поверхнею із самоперетином.
- При R = 0, поверхня тора вироджується в сферу радіусом r.
- When r = 0, поверхня тора вироджується в коло радіусом R.

## Геометрія

### Площа поверхні та об'єм
Площа поверхні тора S та його об'єм V визначаються за формулами:
{\displaystyle S=4\pi ^{2}Rr=\left(2\pi r\right)\left(2\pi R\right)\,}
{\displaystyle V=2\pi ^{2}Rr^{2}=\left(\pi r^{2}\right)\left(2\pi R\right).\,}
Площу поверхні тора та його об'єм легко обчислити, використовуючи теорему Гульдіна.
Ці формули точно збігаються з формулами для площі та об'єму циліндра з висотою {\displaystyle 2\pi R} та радіусом r, який утворюється при розрізанні тора та випрямленні його вздовж лінії, що проходить через центр труби. Втрати площі та об'єму на внутрішньому боці тора точно компенсуються збільшенням площі та об'єму на зовнішньому боці.
Якщо задано діаметр отвору тора d та діаметр тора по його зовнішньому колу D  (ці параметри легко виміряти штангенциркулем; при цьому R = D + d/4, а r = D − d/4), то площу поверхні та об'єм тора, можна обчислити за формулами:
{\displaystyle {\begin{aligned}S&=4\pi ^{2}\cdot \left({\frac {D+d}{4}}\right)\cdot \left({\frac {D-d}{4}}\right)={\frac {\pi ^{2}}{4}}\cdot (D+d)\cdot (D-d),\\[5mu]V&=2\pi ^{2}\cdot \left({\frac {D+d}{4}}\right)\cdot \left({\frac {D-d}{4}}\right)^{2}={\frac {\pi ^{2}}{32}}\cdot (D+d)\cdot (D-d)^{2}.\end{aligned}}}

Анімація, що показує розрізання тора бідотичною площиною і два одержаних кола Вілларсо

«Діагональна» дотична площина, що проходить через центр тора (вона ж є бідотичною площиною) утворює в перерізі тора два кола, які називають колами Вілларсо.

### Розрізання тора на частини
Геометричне тіло, обмежене поверхнею тора, n (> 0) площинами можна розділити на:
{\displaystyle {\begin{pmatrix}n+2\\n-1\end{pmatrix}}+{\begin{pmatrix}n\\n-1\end{pmatrix}}={\tfrac {1}{6}}(n^{3}+3n^{2}+8n)}
частин. (При цьому має виконуватись умова, що частинки розрізаного тора не можна переставляти; після розтину тора вони мусять лишатись на своїх місцях).
Послідовність чисел, що описує кількість частин, на які тор розпадається при його перетині  0 ≤ n ≤ 10 площинами (включно з випадком n = 0, що не враховується наведеною вище формулою), починається так:
1, 2, 6, 13, 24, 40, 62, 91, 128, 174, 230, ... послідовність A003600 з Онлайн енциклопедії послідовностей цілих чисел, OEIS.

## Топологія

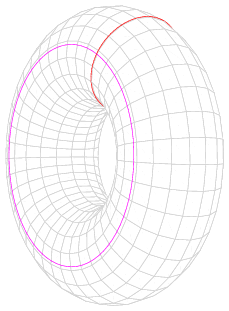
Рис. 3. Тор як декартів добуток двох кіл.

З точки зору топології, тор — це замкнена поверхня, яка визначається як декартів добуток двох кіл: S¹ × S¹.
Фундаментальною групою тора є прямий добуток фундаментальних груп кола:
{\displaystyle \pi _{1}(\mathbb {T} ^{2})=\pi _{1}(S^{1})\times \pi _{1}(S^{1})\cong \mathbb {Z} \times \mathbb {Z} .}
Інтуїтивно це означає, що траєкторія обходу спочатку «отвора» тора (наприклад, для сталого кута p), а потім його тіла
(наприклад, для сталого кута t) може бути деформована у траєкторію обходу спочатку тіла тора, а потім — отвора. Таким чином, обходи тора «по широті» та «по довготі» комутують.
На відміну від поверхні сфери, тор без сингулярностей (без особливостей) можна відобразити (розгорнути) на площину, у вигляді прямокутника.
Правий край прямокутника (або спрощено —  квадрата) приєднується до його лівого краю, а його нижній край приєднується до його верхнього краю.

Тобто, тор можна позначити за допомогою квадратної діаграми наступним чином:
Ця топологія також використовується у багатьох комп'ютерних іграх, наприклад Pac-Man: 
якщо ігровий об'єкт залишає ігрове поле з одного боку екрана монітора, він знову з'являється на протилежному його боці.

### n-вимірний тор

Стереографічна проєкція чотиривимірного, що виконує просте обертання через площину xz

Тор можливо узагальнити на вищі розмірності простору; тор у вищих розмірностях простору називають  n —тором або гіпертором (ця назва є більш доречною, оскільки назва «n —тор» може стосуватися тіла з n отворама, тобто тора роду n ) 

Подібно до того, як звичайний тривимірний тор топологічно є простором декартового добутку двох кіл, n — вимірний тор є топологічно еквівалентним декартовому добутку n кіл. Тобто:
{\displaystyle \mathbb {T} ^{n}=\underbrace {\mathbb {S} ^{1}\times \cdots \times \mathbb {S} ^{1}} _{n}.}.
Зокрема, 1 — тор є просто колом: {\displaystyle \mathbb {T} ^{1}=\mathbb {S} ^{1}} ;
2 — тор {\displaystyle \mathbb {T} ^{2}} є тривимірним тором, що описаний в даній статті;
і подібно до того, n —вимірний гіпертор {\displaystyle \mathbb {T} ^{n}} можна описати як результат добутку {\displaystyle \mathbb {R} ^{n}} при сумарному зміщені в кожній координаті.
Подібно до того, як тривимірний тор можна зобразити квадратною діаграмою, n —вимірний гіпертор можна зобразити за допомогою n —вимірного гіперкуба, протилежні {\displaystyle (n-1)} —комірки якого ототожнюються одна з одною.
n — вимірний тор у цьому сенсі є прикладом n —вимірного компактного многовиду. Це також приклад компактної абелевої групи Лі. Це випливає з того факту, що одиничне коло є компактною абелевою групою Лі (при ототожненні множників з одиничним комплексним числом)[уточнити переклад]

## Розфарбовка тора
Число Хівуда Число Хівуда для тора дорівнює семи, тобто кожен граф, який може бути вкладений на тор, має хроматичне число не більше семи. (Оскільки повний граф {\displaystyle {\mathsf {K_{7}}}} можна вкласти на тор, і {\displaystyle \chi ({\mathsf {K_{7}}})=7}; верхня межа є жорсткою). Еквівалентно,  тор, розділений на області, можна повністю розфарбувати, використовуючи не більше семи кольорів так, щоб ніякі сусідні області не були однакового кольору (для розфарбовки площини, наприклад, потрібно чотири кольори).

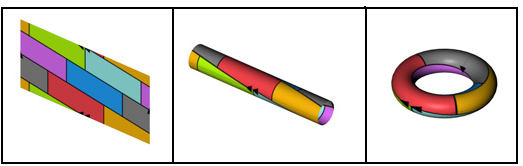
На рисунку показано тор, розділений на сім областей, кожна з яких межує з іншими шістьма, тобто кожній має бути присвоєно унікальний колір

## Застосування
- Поняття тора широко застосовується в теорії динамічних систем, а також у теорії КАМ. Зокрема, динаміка інтегровної гамільтонової системи відбувається на інваріантних торах у фазовому просторі системи.
- В електро- та радіотехніці використовується тороїдальний трансформатор (схеми примножувачів напруги, відхилення променів ЕПТ, тощо).